# Bis saeculari
Bis saeculari (27 settembre 1948), è una costituzione apostolica, di Papa Pio XII sulle Congregazioni Mariane emanata in occasione del duecentesimo anniversario della bolla pontificia Gloriosae Dominae di Papa Benedetto XIV nel 1748.
Le costituzioni apostoliche sono la più alta forma di insegnamento papale, al di sopra delle encicliche, al di sotto della dogmatizzazione ex cathedra. Le congregazioni Mariane risalgono al 1584. Sono associazioni di persone dedite a una vita cristiana sul modello della Vergine Maria.

## Importanza per la Chiesa

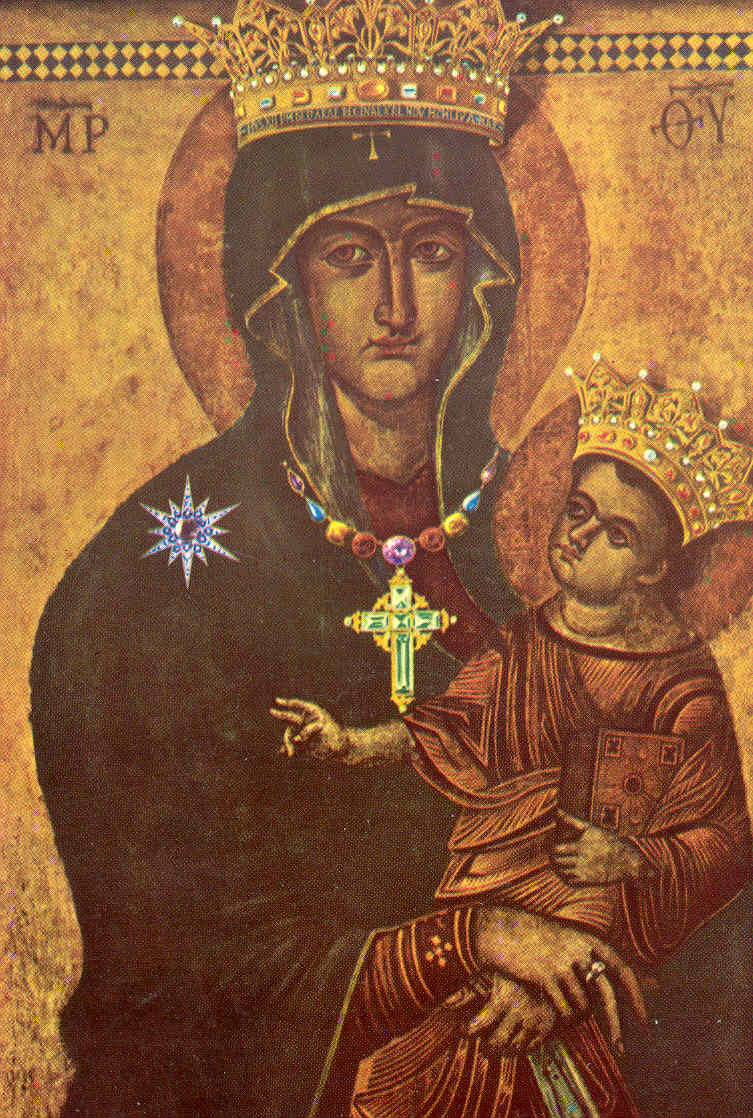
La Salus populi romani era venerata dalle Congregazioni Mariane. Un raro quadro della Salus Populi Romani incoronata per l'anno mariano 1954 da Papa Pio XII

Papa Pio XII ha espresso il suo sostegno alle Congregazioni mariane. Ha descritto la Congregazione come un'autentica Azione cattolica sotto gli auspici e l'ispirazione della Beata Vergine Maria e ha chiesto il suo rinnovamento nel dopoguerra. Il Papa ha stabilito le linee guida per l'apostolato dei laici.
Papa Pio ha elogiato le Congregazioni per i "numerosi e grandi servizi alla Chiesa" e dice dei membri delle congregazioni: "In effetti, nel propagare, diffondere e difendere la dottrina cattolica, devono essere considerati tra le più potenti forze spirituali". Delle Regole delle Congregazioni dice: "attraverso di loro i membri sono perfettamente condotti a quella perfezione della vita spirituale da cui possono scalare le vette della santità" e aggiunge che "dovunque le Congregazioni siano in una condizione fiorente - santità di vita e solido attaccamento alla religione prontamente crescere e fiorire ". Aggiunge inoltre che "il fatto che abbiano mai avuto a cuore il bene comune della Chiesa e non qualche interesse privato è dimostrato dalla testimonianza ineccepibile di quella serie più brillante di Sodalisti a cui la Madre Chiesa ha decretato i supremi onori di gli Altari: la loro gloria getta lustro non solo sulla Chiesa, ma anche sui laici e su non poche famiglie religiose, poiché dieci membri delle Sodalizie di Nostra Signora divennero fondatori di nuovi Ordini e Congregazioni Religiose.
A causa della loro lealtà alla Chiesa, sono graditi aiutanti delle gerarchie. In futuro, dovrebbero essere osservati dodici principi affinché i sodalizi continuino ad essere un'efficace organizzazione della Chiesa. I principi descrivono il valore costante delle regole esistenti, l'appartenenza basata su selezioni rigorose, l'orientamento mariano non solo di nome, la guida dei sacerdoti, diritti chiari ma limitati per sacerdoti e vescovi, educazione religiosa dei suoi membri e cooperazione con altre organizzazioni laicali.
Bis saeculari ha avuto l'effetto di rinvigorire il movimento, portando infine alla formazione di federazioni nazionali e internazionali.